# Dąbrówka Malborska
Dąbrówka Malborska (deutsch Deutsch Damerau, früher Damerau) ist ein Dorf in der Landgemeinde (Gmina) Stary Targ (Altmark) im Powiat Sztumski (Stuhmer Kreis) der polnischen Woiwodschaft Pommern.

## Geographische Lage
Das Dorf liegt im ehemaligen Westpreußen, nordöstlich des Damerau-Sees, etwa neun Kilometer nordnordöstlich von Stuhm (Sztum), zwanzig Kilometer westnordwestlich von Christburg (Dzierzgoń) und acht Kilometer südsüdöstlich von Marienburg (Malbork).

## Geschichte

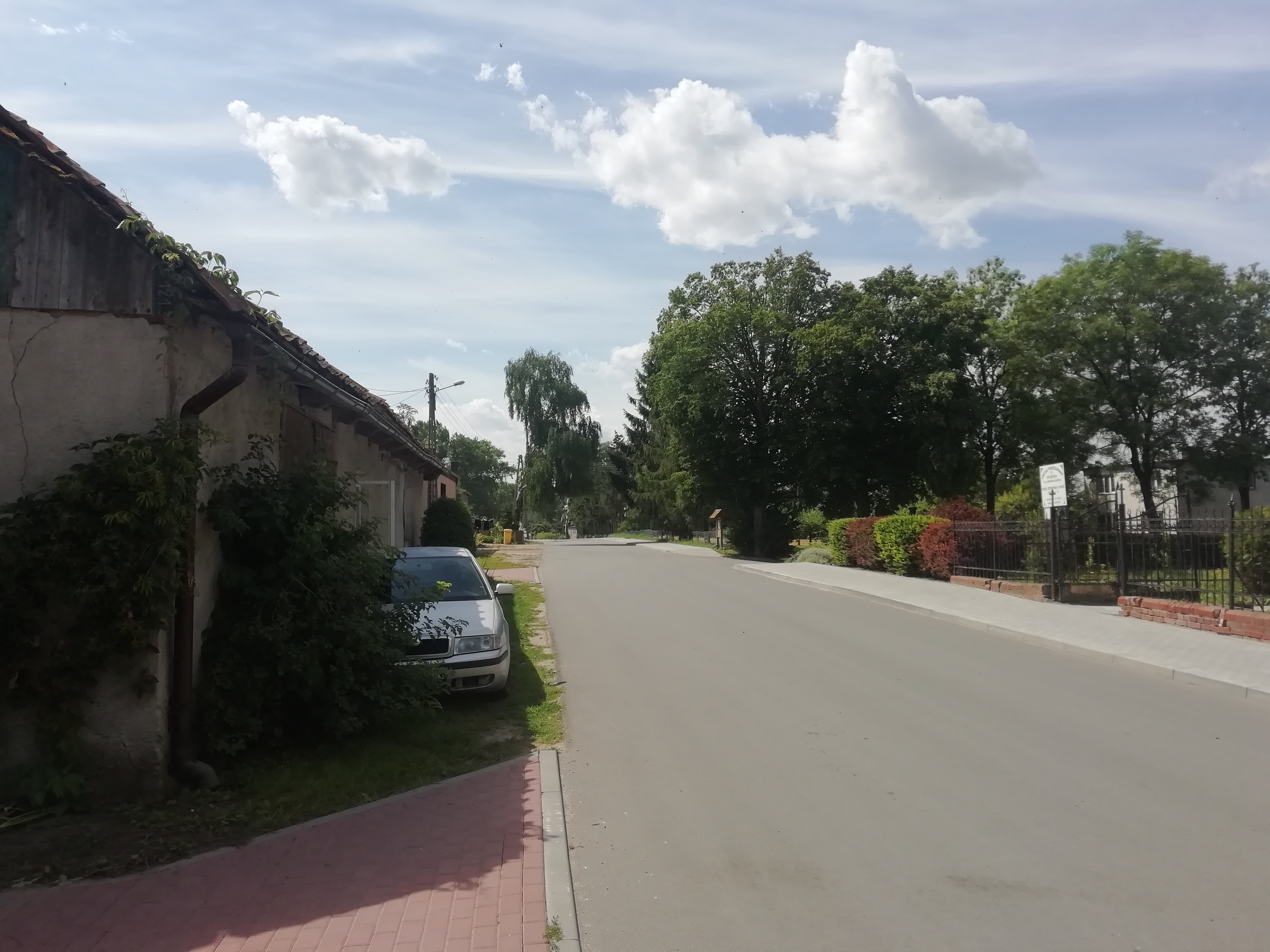
Dorfstraße (Juli 2019)

Ältere Ortsbezeichnungen sind Dameraw uf der hoe (1400), Dąbrowka niemiecka (1659) und Dambrowka (1669). Das Dorf Damerow, das von den Deutschordensrittern zu Kulmer Recht gegründet worden war und 34 Hufen hatte, wird schon im ältesten Zinsbuch des Ordenshauses Marienburg erwähnt; die älteste Handfeste ist verloren gegangen und wurde durch das große Schulzen-Privilegium von 1641 ersetzt. 1604 war hier ein Gut, an dem der Starost von Christburg, Achatius III. von Zehmen, einen Anteil hatte.
Im Jahr 1945 gehörte die Landgemeinde Deutsch Damerau zum Landkreis Stuhm im Regierungsbezirk Marienwerder im Reichsgau Danzig-Westpreußen des Deutschen Reichs. Deutsch Damerau war Sitz des Amtsbezirks Deutsch Damerau.
Im Januar 1945 wurde Deutsch Damerau von der Roten Armee besetzt. Nach Beendigung der Kampfhandlungen wurde die Region seitens der sowjetischen Besatzungsmacht zusammen mit ganz Hinterpommern und der südlichen Hälfte Ostpreußens – militärische Sperrgebiete ausgenommen – der Volksrepublik Polen zur Verwaltung überlassen. Es wanderten nun Polen zu. Deutsch Damerau wurde unter der polnischen Ortsbezeichnung „Dąbrówka Malborska“ verwaltet. Die einheimische Bevölkerung wurde von der polnischen Administration mit wenigen Ausnahmen aus Deutsch Damerau vertrieben.

### Demographie
| Jahr | Einwohner | Anmerkungen |
| ---- | --------- | --- |
| 1783 | –         | königliches Dorf mit einer katholischen Kirche, 31 Feuerstellen (Haushaltungen), in Westpreußen                                  |
| 1818 | 158       | königliches Dorf, Amt Stuhm, mit Mutterkirche                                                                                    |
| 1864 | 569       | Dorf, darunter 104 Evangelische und 447 Katholiken                                                                               |
| 1885 | 580       | am 1. Dezember, davon 134 Evangelische, 436 Katholiken und zehn sonstige Christen                                                |
| 1910 | 420       | Landgemeinde, am 1. Dezember, darunter 87 Evangelische, 315 Katholiken und 18 Sonstige; 90 Personen mit polnischer Muttersprache |
| 1933 | 510       | [ 7 ] |
| 1939 | 573       | [ 7 ] |

## Kirche
Die Protestanten der hier bis 1945 anwesenden Dorfbevölkerung gehörten zur evangelischen Pfarrei Losendorf.
Die katholische Pfarrkirche ist von Schmid 1909 ausführlicher beschrieben worden.

## Im Ort geborene Persönlichkeiten
- Gerhard Kierstein (1937–2013), deutscher Maler und Grafiker